# Storie pazzesche
Storie pazzesche (Relatos salvajes) è un film del 2014 diretto da Damián Szifrón e co-prodotto da Agustín Almodóvar e Pedro Almodóvar.
È un'antologia di sei episodi uniti dal tema comune della violenza e della vendetta.
Nel 2015 fu candidato come miglior film in lingua straniera all'87ª edizione dei premi Oscar.

## Trama

### Pasternak
Due passeggeri di un aereo scoprono di conoscere entrambi un uomo di nome Gabriel Pasternak: la ragazza era la sua fidanzata, mentre l'uomo è un critico musicale che lo aveva stroncato a un concorso. Ascoltando la conversazione, anche tutti gli altri passeggeri del volo (compresa la hostess) si accorgono di essere collegati in qualche modo al signor Pasternak. Si scopre così che l'intero volo è una trappola organizzata proprio da Pasternak, responsabile degli assistenti di volo che, dopo aver avvelenato i piloti ed essersi chiuso in cabina di pilotaggio, schianta l'aereo sulla casa di riposo che accoglie i suoi genitori.

### I ratti
Un usuraio si ferma in un piccolo ristorante lungo la strada, in cui viene riconosciuto dalla cameriera la cui famiglia era stata rovinata proprio da lui. Lei rifiuta l'offerta della cuoca di mescolare del veleno per topi nel cibo ma la cuoca, nostalgica dei tempi trascorsi in prigione, lo aggiunge lo stesso. Quando il figlio dell'usuraio si unisce al padre e mangia lo stesso cibo, la cameriera cerca di portarglielo via. L'usuraio la aggredisce, causando l'intervento della cuoca che lo uccide con un coltello da macellaio.

### Il più forte
Due uomini sono alla guida su una strada solitaria. Mario, al volante di una Peugeot 504 vecchia e danneggiata, impedisce a Diego di sorpassarlo con la sua veloce e costosa Audi A4. Quando questi riesce ad affiancare l'altra macchina insulta il guidatore e lo sorpassa. Più avanti fora una gomma e Mario lo raggiunge, parcheggia la sua auto davanti all'Audi e inizia a danneggiarla, strappando un tergicristallo, distruggendo il parabrezza con una chiave, defecando sul vetro e urinando sul suo tettuccio. Diego, sulle prime rinchiusosi in auto impaurito, preso dalla rabbia spinge la macchina di Mario nel fiume per poi ripartire, inseguito dall'uomo che lo minaccia di morte.
Conscio del pericolo di venire rintracciato, Diego torna indietro e cerca di investire Mario ma perde il controllo del mezzo a causa della ruota di scorta mal fissata e finisce nel fiume. Mario gli forza l'auto dal portabagagli, una volta entrato nell'abitacolo i due iniziano una colluttazione, che termina quando Diego viene strangolato dalla cintura di sicurezza. Mario approfitta delle sue difficoltà per incendiare il serbatoio, venendo però trascinato all'interno della vettura da un'ultima reazione di Diego. Quando il carro attrezzi arriva sulla scena la macchina esplode; la polizia scopre i due corpi carbonizzati che sembrano abbracciarsi, ipotizzando un delitto passionale.

### Bombetta
A Simón Fisher, ingegnere esperto di demolizioni, viene rimossa l'auto in divieto di sosta. Secondo il protagonista si tratta di una multa ingiusta e decide di reclamare, non riuscendo però a far ascoltare il proprio punto di vista. Pagata malvolentieri la multa, rimane poi imbottigliato nel traffico e arriva tardi al compleanno della figlia. Il giorno dopo ritorna a reclamare, di fronte all'imperturbabilità del personale distrugge un vetro dell'ufficio reclami, venendo poi portato via dalla sicurezza. La vicenda diventa di dominio pubblico e il suo datore di lavoro lo licenzia, mentre sua moglie chiede il divorzio e la custodia della figlia.
Quando va a presentare la domanda per un nuovo lavoro, scopre all'uscita che la sua auto è stata nuovamente portata via. Pagata la multa medita una vendetta: riempie il baule di esplosivi, posteggia intenzionalmente in divieto di sosta e con calma osserva l'ennesima rimozione della sua auto. L'auto esplode al deposito delle auto rimosse, senza ferire nessuno, e Simón viene arrestato. L'opinione pubblica lo loda come un eroe urbano battutosi contro la prepotenza e la vessazione delle aziende di rimozione, ribattezzandolo "Bombetta" e facendone l'idolo della prigione.

### La proposta
Un ragazzo di una famiglia ricca investe una donna incinta con l'auto di suo padre e scappa senza aiutarla. Suo padre interpella il fedele avvocato di famiglia e propone al giardiniere della villa di assumersi la colpa in cambio di una considerevole somma di denaro. Nel frattempo il telegiornale dà la notizia della morte della donna e del nascituro. Presto arriva la polizia, ma il procuratore si accorge del tentativo di sviamento delle indagini poiché gli specchietti dell'auto non sono stati regolati per la guida da parte del giardiniere.
L'avvocato cerca di corromperlo, mentre il giardiniere, visto il compenso pattuito dal procuratore e dall'avvocato, chiede una maggiore ricompensa. Il padre accetta, ma quando si rende conto che i tre stanno cercando di estorcergli tutti i soldi possibili fa saltare l'accordo. Quando il figlio in preda ai rimorsi decide di confessare tutto ai giornalisti, gli altri si oppongono nel proprio interesse. Il padre impone le sue regole accordando ai tre un milione di dollari, da dividersi tra loro. Mentre è portato fuori in manette, il giardiniere viene aggredito con un martello dal marito della donna morta, che lo uccide.

### Fino a che morte non ci separi
Durante un matrimonio la neo-moglie scopre che il marito ha avuto un'amante, presente alla festa. In lacrime sale sul tetto del palazzo, apparentemente per suicidarsi, in cui conosce un cuoco che la conforta e la fa desistere. Quando il marito la raggiunge la scopre a fare sesso con il cuoco. Lei lo minaccia dicendogli che lo aspetta una vita coniugale di inferno, che lo tradirà con ogni uomo anche solo appena desiderabile, rendendo la sua vita un incubo e senza concedergli neanche mai il divorzio. Tornati alla festa la sposa ha una colluttazione con l'amante del marito, ferendola, per poi litigare con lo sposo e sua madre. Nonostante il clima di dolore e di sconforto venutosi a creare, prevale la passione tra i due sposi che iniziano a fare sesso sul tavolo accanto alla torta nuziale, davanti agli ospiti che li lasciano soli.

## Riconoscimenti
- 2015 – Premio Oscar
  - Candidatura al miglior film in lingua straniera

- 2014 – Festival di Cannes
  - Candidatura alla Palma d'oro[1]

- 2015 – Critics' Choice Awards
  - Candidatura al miglior film in lingua straniera[2]

- 2015 – Premio Goya
  - Miglior film straniero in lingua spagnola[3]
  - Candidatura al miglior film
  - Candidatura al miglior regia a Damián Szifrón
  - Candidatura alla miglior sceneggiatura a Damián Szifrón
  - Candidatura al miglior attore a Ricardo Darín
  - Candidatura alla miglior colonna sonora a Gustavo Santaolalla
  - Candidatura al miglior montaggio a Pablo Barbieri e Damián Szifrón
  - Candidatura alla miglior produzione a Esther García
  - Candidatura al miglior trucco e acconciature a Marisa Amenta e Nestor Burgos

- 2015 – Satellite Award
  - Candidatura al miglior film in lingua straniera[2]

- 2016 – BAFTA
  - Miglior film straniero[4]